# Doris Hedberg
Pour les articles homonymes, voir Hedberg.
Doris Linnea Birgitta Hedberg (-Asplund), née le 18 février 1936 à Skellefteå, est une gymnaste artistique suédoise.

## Palmarès

### Jeux olympiques
- Melbourne 1956
  -  médaille d'argent aux exercices d'ensemble avec agrès portatifs par équipes